# Philodromus barmani
Philodromus barmani es una especie de araña cangrejo del género Philodromus, familia Philodromidae. Fue descrita científicamente por Tikader en 1980.

## Distribución
Esta especie se encuentra en India.